# Nettleton, Mississippi
Nettleton là một thành phố thuộc quận Monroe, tiểu bang Mississippi, Hoa Kỳ. Năm 2010, dân số của thành phố này là 1 992 người.

## Dân số
- Dân số năm 2000: 2 013 người.
- Dân số năm 2010: 1 992 người.